# Sjekirica
Sjekirica (lat. Securigera), rod jednogodišnjeg raslinja iz porodice lepirnjača (Fabaceae). Postoji desetak vrsta, a tri rastu i u Hrvatskoj: sredozemna sjekirica (S. securidaca); S. elegans, koju je prvi opisao Pančić kao Coronilla elegans, svrstavši je u rod šibika ili grašar (Coronilla); i krunica sitnocvjetna (S. cretica).
Otrovna vrsta promjenjivi grašar, šareni ili raznobojni grašar (sin. Coronilla varia), također spada u sjekirice, a njezin znanstveni naziv je Securigera varia. Ime joj je ostalo također zbog pogrešne klasifikacije pripadnosti rodu, a prvi ju je opisao L., a Per Lassen ju je 1989 konačno smjestio u sjekirice. 

## Vrste
1. Securigera atlantica Boiss. & Reut.
2. Securigera balansae (Boiss.) Czerep.
3. Securigera carinata Lassen
4. Securigera charadzeae (Chinth. & Chukhr.) Czerep.
5. Securigera cretica (L.) Lassen
6. Securigera elegans (Pancic) Lassen
7. Securigera globosa (Lam.) Lassen
8. Securigera grandiflora Lassen
9. Securigera libanotica (Boiss.) Lassen
10. Securigera orientalis (Mill.) Lassen
11. Securigera parviflora (Desv.) Lassen
12. Securigera securidaca (L.) Degen & Dörfl.
13. Securigera somalensis (Thulin) Lassen
14. Securigera varia (L.) Lassen